# Rubem Dantas
Pour les articles homonymes, voir Dantas.
Rubem Dantas, né à Salvador de Bahia en 1954, est un percussionniste brésilien de jazz fusion.

## Biographie
Il est réputé pour son travail avec Paco de Lucía: il faisait partie du sextet Paco de Lucía qui s'est formé en 1981. Il a notamment collaboré avec Carles Benavent, Jorge Pardo, Ramón de Algeciras, Juan Ramírez, Manolito Soler, Joaquín Grilo, Pepe de Lucía, Duquende, Rafael de Utrera, Juan Manuel Cañizares, Viejín et José María Bandera. 
Il est renommé aussi pour avoir secondé Paco de Lucía dans son idée d'importer dans la musique flamenca des percussions d'Amérique Latine : d'abord de petites percussions brésiliennes comme le berimbau ou la cuíca, puis surtout le cajón emprunté aux musiques traditionnelles afro-péruviennes rencontrées lors d'une tournée du précédent quintette de Paco de Lucía  à Lima en 1977. Aujourd'hui, grâce à cette initiative de Paco de Lucía, et à la pratique de Rubem Dantas à ses côtés, le cajón est devenu incontournable dans la musique flamenca.

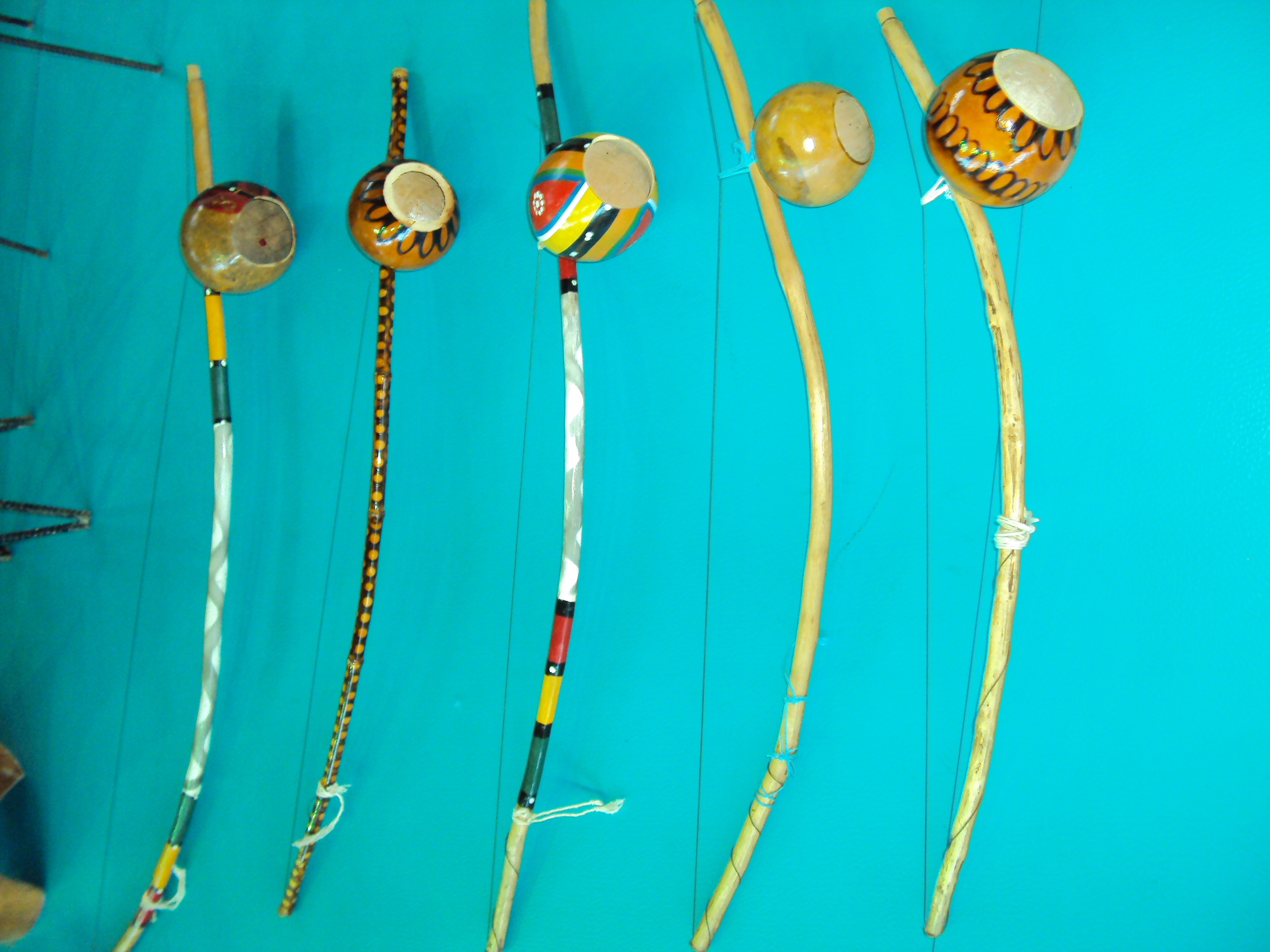
Berimbaus.
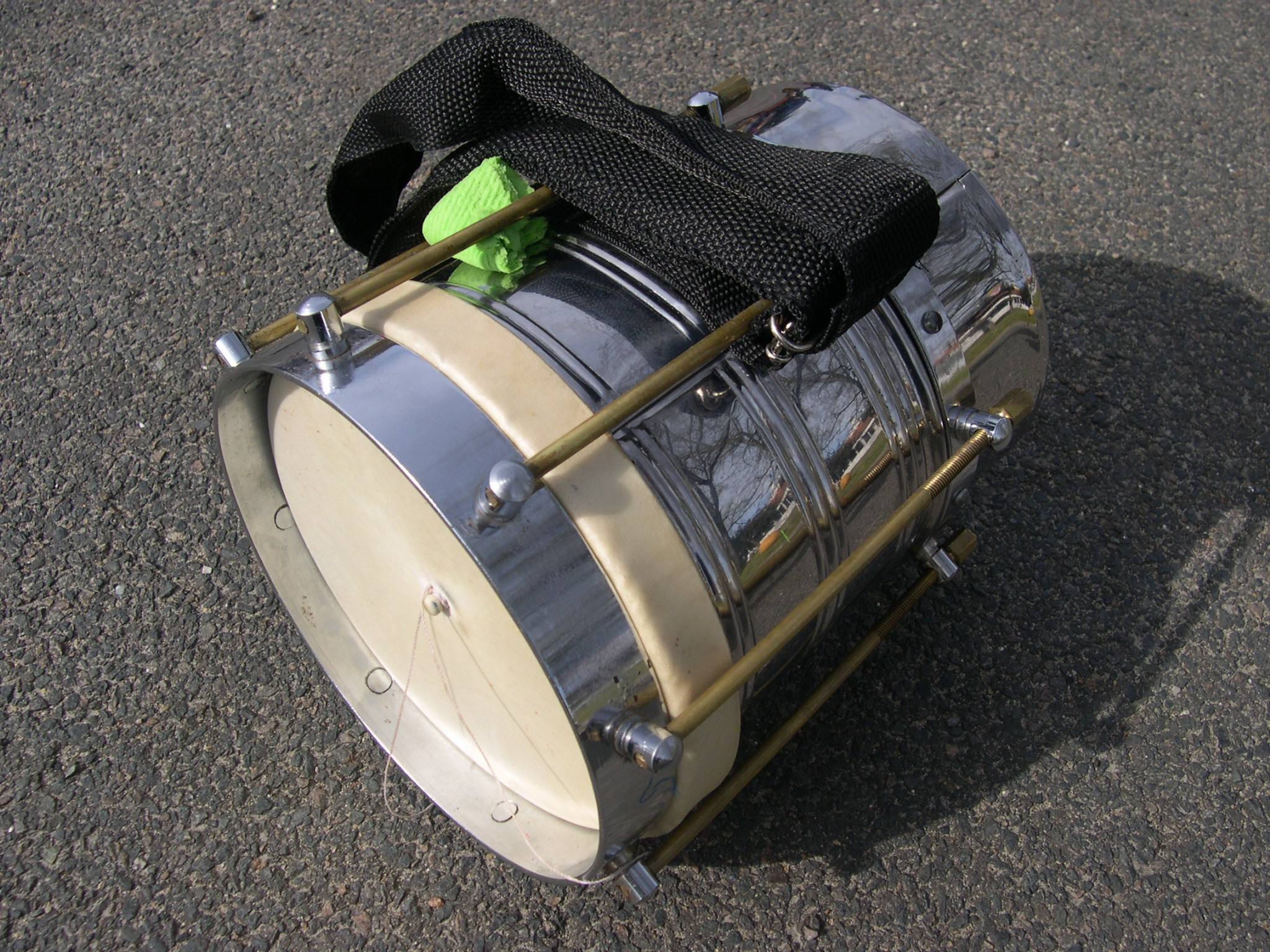
Cuica avec sa sangle et son éponge.
- Cajon : exemple acoustique.